# Pakubuwono I van Surakarta
Pakubuwono I van Surakarta (Plered, 1648 – Kartasura, 22 februari 1719) was een Javaans vorst die bij de gratie van de VOC mocht regeren over Surakarta van 1705 tot 1719. Zijn volledige naam luidde 'Z.H. Sampeyan Dalam ingkang Sinuhun Kanjeng Susuhanan Ratu Prabhu Pakoe Boewoeno I Senapati ing Alaga Ngah 'Abdu'l-Rahman Saiyid ud-din Panatagama [Sunan Puger], susuhunan van Mataram'. Als prins was zijn naam Radin Mas Drajat en als kroonprins heette hij Pangeran Puger. Aan het eind van zijn leven werd hij de eerste soesoehoenan van Soerakarta.
Toen zijn vader sultan Amangkurat I van Mataram tijdens de Trunajaya-opstand stierf in 1677, riep Puger zich uit tot de nieuwe sultan en slaagde erin om de hoofdstad Plered enige tijd te bezetten. Maar zijn broer Amangkurat II (geboortenaam: Rahmat) had zich eveneens uitgeroepen tot nieuwe sultan en met de hulp van de VOC dwong hij Puger in 1681 tot overgave. Echter, toen Amangkurat II in 1703 overleed en zijn zoon Amangkurat III hem opvolgde, kwam Puger opnieuw in opstand en ontketende daarmee de Eerste Javaanse Successieoorlog (1703–1708). De Nederlanders, die zich als koningmakers en scheidsrechters in het conflict opwierpen, installeerden hem op 19 juni 1704 in Semarang als feodaal heer van een nieuw rijk dat Surakarta ging heten. Hij regeerde als Pakubuwono I van Surakarta van 1704 tot 1719. De kroning met de keizerskroon van Surakarta vond in 1705 plaats.
Hij is de eerste van de dertien regerende susuhunans van Surakarta uit het huis Kartasura, afstammelingen van de eens machtige susuhunans van Mataram. Met zijn meerdere vrouwen had hij 22 wettige nakomelingen.